# Irwiniella albohirta
Irwiniella albohirta är en tvåvingeart som först beskrevs av Ricardo 1903.  Irwiniella albohirta ingår i släktet Irwiniella och familjen stilettflugor.
Artens utbredningsområde är Socotra. Inga underarter finns listade i Catalogue of Life.